# Nadym
Nadym (em russo: Нады́м) é uma cidade da Rússia, o centro administrativo de um raion do distrito autónomo de Iamália-Nenétsia.